# Malmköpings gammaldags marknad
Malmköpings gammaldags marknad etablerades år 1977 som en fortsättning på de marknader som fram till 1935 hållits på Malmahed i Malmköping. Marknaden bär spår av gammaldags traditioner och betonar försäljning av kvalitetshantverk. Deltagare väljer ofta att bära traditionell klädedräkt för att återkalla en känsla av svunna tider.